# خوان ارناندس سیرا
خوان ارناندس سیرا (اسپانیایی: Juan Hernández Sierra‎؛ زادهٔ ۱۶ مارس ۱۹۶۹) بوکسور اهل کوبا بود.
وی در مسابقات کشوری و بین‌المللی در مجموع برندهٔ ۸ مدال طلا، ۲ مدال نقره، ۱ مدال برنز شده‌است.